# Монтаньо, Андрес (футболист)
Андре́с Анарбо́ль Монта́ньо Мо́ра (исп. Andrés Anarbol Montaño Mora; род. 22 мая 2002, Лос-Кабос, Южная Нижняя Калифорния) — мексиканский футболист, полузащитник клуба «Масатлан».

## Клубная карьера
Монтаньо — воспитанник клубов «Атлетико Морелия» и «Масатлан». 15 апреля 2022 года в матче против «Атласа» он дебютировал в мексиканской Примере в составе последних. 17 февраля 2023 года в поединке против «Пачуки» Андрес забил свой первый гол за «Масатлан». 